# Direktor und Professor
Direktor und Professor ist eine Amtsbezeichnung in Deutschland für Spitzenbeamte, denen bei Forschungseinrichtungen oder Behörden mit eigenem Forschungsbereich überwiegend wissenschaftliche Forschungsaufgaben obliegen. Sie sind in die Besoldungsgruppen B 1 bis 3 der Besoldungsordnung B eingruppiert. Behördenleiter erhalten eine Zulage. Die Bezeichnung ist ebenso wie die Berufsbezeichnung „Professor“ kein akademischer Grad und auch kein Titel. Beamte führen nach Beendigung des Dienstes die Bezeichnung „Direktor und Professor a. D.“ und nicht, wie landesrechtlich für pensionierte Hochschullehrer größtenteils vorgesehen, die Bezeichnung „Professor em.“. Gleiches gilt für die Amtsbezeichnung „Museumsdirektor und Professor“, die es bundesrechtlich in der Besoldungsgruppe A 16 und landesrechtlich auch noch in höheren Besoldungsgruppe als Leiter von Museen oder Abteilungen in Museen gibt.
Ferner gibt es die Bezeichnung Direktor und Professor noch mit Behördenzusätzen (z. B. „Direktor und Professor der Bundesanstalt für Wasserbau“ oder „Direktor und Professor beim Umweltbundesamt“). Bei Behördenleitern lautet die Bezeichnung zum Teil „Präsident und Professor“ (z. B. „Präsident und Professor der Bundesanstalt für Straßenwesen“). Diese sind dann in höheren Besoldungsgruppen eingestuft.

## Merkmale zur Einstufung laut Bundesbesoldungsordnung
Besoldungsgruppe B 1

Direktor und Professor
Besoldungsgruppe B 2

Direktor und Professor
- als Leiter einer wissenschaftlichen Forschungseinrichtung (soweit die Funktion nicht einem in eine höhere oder niedrigere Besoldungsgruppe eingestuften Amt zugeordnet ist)
- bei einer wissenschaftlichen Forschungseinrichtung oder in einem wissenschaftlichen Forschungsbereich als Leiter einer Abteilung, eines Fachbereichs, eines Instituts sowie einer großen oder bedeutenden Gruppe (Unterabteilung) oder eines großen oder bedeutenden Laboratoriums, soweit sein Leiter nicht einem Unterabteilungsleiter oder Gruppenleiter unmittelbar unterstellt ist

Besoldungsgruppe B 3

Direktor und Professor
- als Leiter einer wissenschaftlichen Forschungseinrichtung (soweit die Funktion nicht einem in eine höhere oder niedrigere Besoldungsgruppe eingestuften Amt zugeordnet ist)
- bei einer wissenschaftlichen Forschungseinrichtung oder in einem wissenschaftlichen Forschungsbereich als Leiter einer großen Abteilung, eines großen Fachbereichs oder eines großen Instituts

## Behörden, bei denen Direktoren und Professoren tätig sein dürfen
Die nachfolgende Aufstellung bezieht sich auf die Beamten, welche eine Amtsbezeichnung der obigen Besoldungsgruppe führen, aber keine Behördenleiter sind. Behördenleiter können auch bei anderen Behörden eine solche Amtsbezeichnung verliehen bekommen.

### Bund
- Bundesagentur für Arbeit
- Bundesamt für Bauwesen und Raumordnung
- Bundesamt für Naturschutz
- Bundesamt für Seeschifffahrt und Hydrographie
- Bundesamt für Strahlenschutz
- Bundesamt für Verbraucherschutz und Lebensmittelsicherheit
- Bundesanstalt für Arbeitsschutz und Arbeitsmedizin
- Bundesanstalt für Geowissenschaften und Rohstoffe
- Bundesanstalt für Materialforschung und -prüfung
- Bundesanstalt für Straßenwesen
- Bundesgesundheitsamt, bis zu seiner Auflösung im Jahr 1994
- Bundesinstitut für Arzneimittel und Medizinprodukte
- Bundesinstitut für Risikobewertung
- Bundesinstitut für Sportwissenschaft
- Bundeskriminalamt
- Deutscher Wetterdienst
- Deutsches Archäologisches Institut
- Forschungsanstalt der Bundeswehr für Wasserschall und Geophysik
- Friedrich-Loeffler-Institut, Bundesforschungsinstitut für Tiergesundheit
- Johann Heinrich von Thünen-Institut, Bundesforschungsinstitut für Ländliche Räume, Wald und Fischerei
- Julius Kühn-Institut, Bundesforschungsinstitut für Kulturpflanzen
- Max Rubner-Institut, Bundesforschungsinstitut für Ernährung und Lebensmittel
- Paul-Ehrlich-Institut – Bundesinstitut für Impfstoffe und biomedizinische Arzneimittel
- Physikalisch-Technische Bundesanstalt
- Robert Koch-Institut – Bundesinstitut für Infektionskrankheiten und nicht übertragbare Krankheiten
- Umweltbundesamt
- Wehrwissenschaftliches Institut für Schutztechnologien – ABC-Schutz
- Zentrum für Geoinformationswesen der Bundeswehr

- gleichgestellt: Forschungs- und Technologiezentrum der Deutschen Telekom AG

### Baden-Württemberg
- Staatliche Materialprüfungsanstalt Stuttgart
- Forstliche Versuchs- und Forschungsanstalt Baden-Württemberg
- Landesinstitut für Schulentwicklung Baden-Württemberg

### Niedersachsen
- Georg-Eckert-Institut für internationale Schulbuchforschung, Braunschweig
- Naturhistorisches Museum, Braunschweig

### Schleswig-Holstein
- Institut für Weltwirtschaft (IfW), Kiel